# Ernst Stadelmeyer
Ernst Stadelmeyer (* 1780 - 1840) fue un naturalista, médico, cirujano, botánico alemán

## Algunas publicaciones

### Libros
- 1840a.  Echitis species brasilienses novae descriptae et adumbratae. Ed. Typis C. Wolf. 80 pp.en línea
- 1840b. Dissertatio inauguralis: Echitis species Brasilienses novæ, descriptæ et adumbratæ. 80 pp.

- La abreviatura «Stadelm.» se emplea para indicar a Ernst Stadelmeyer como autoridad en la descripción y clasificación científica de los vegetales.[1]

- «Ernst Stadelmeyer». Índice Internacional de Nombres de las Plantas (IPNI). Real Jardín Botánico de Kew, Herbario de la Universidad de Harvard y Herbario nacional Australiano (eds.).

«1780». Índice Internacional de Nombres de las Plantas (IPNI). Real Jardín Botánico de Kew, Herbario de la Universidad de Harvard y Herbario nacional Australiano (eds.).
- Datos: Q5837101
- Especies: Ernst Stadelmeyer

1. ↑  Todos los géneros y especies descritos por este autor en IPNI.